# Lophotrichus plumbescens
Lophotrichus plumbescens är en svampart som beskrevs av Morinaga, Minoura & Udagawa 1978. Lophotrichus plumbescens ingår i släktet Lophotrichus och familjen Microascaceae.   Inga underarter finns listade i Catalogue of Life.